# Tomada (cinema)

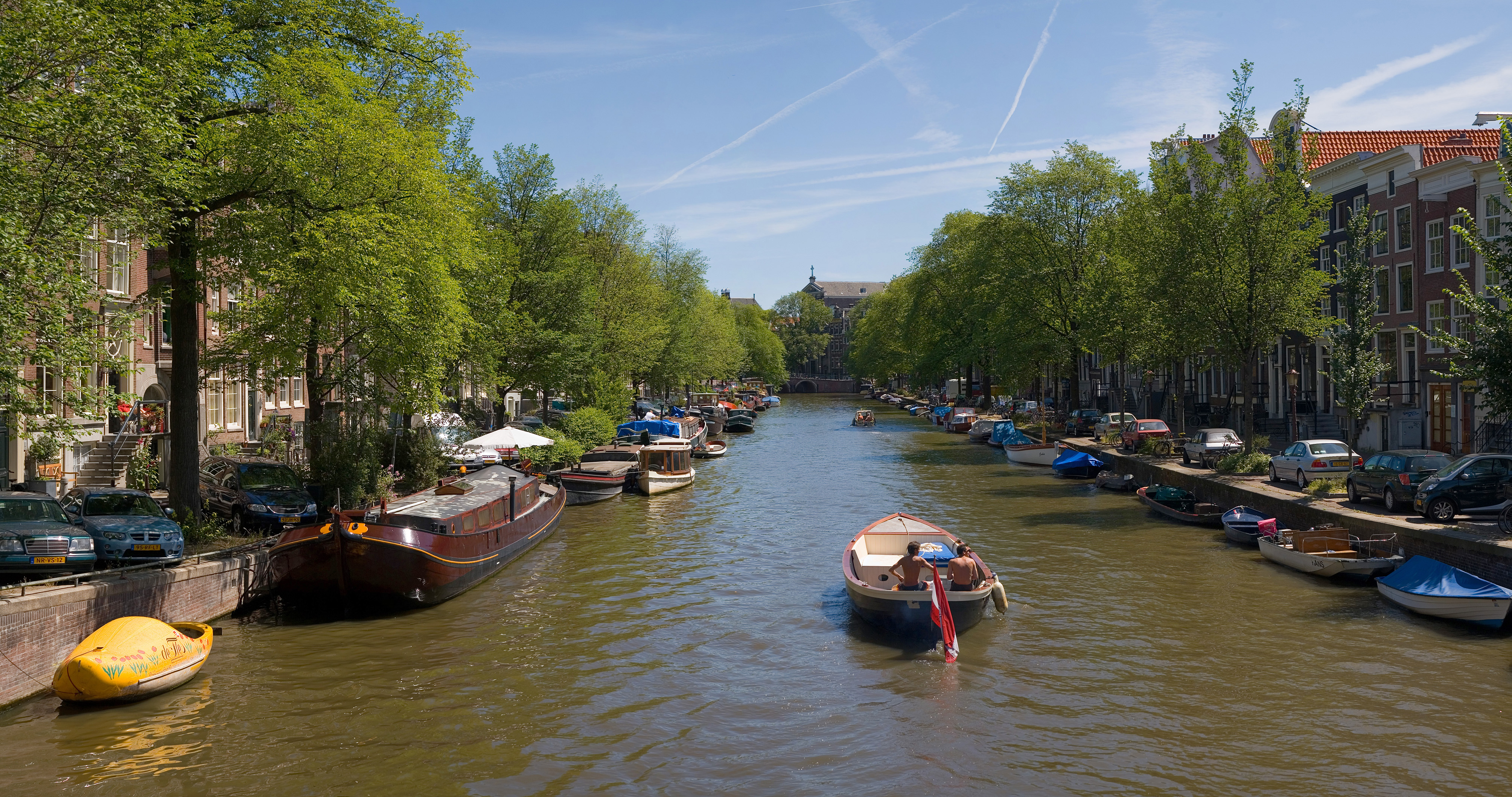
Um panorama de quatro segmentos no canal de Amsterdam

Tomada, em cinema e audiovisual, é um trecho de filme ou vídeo rodado ininterruptamente. Neste sentido, confunde-se com a ideia de plano. Mas tanto os profissionais quanto os teóricos de cinema identificam claras diferenças entre os conceitos de plano e tomada.
Na filmagem, a tomada é cada captura feita de um determinado plano do filme, com o objetivo de se chegar àquele mais perfeito, no julgamento da equipe e especialmente do diretor. Particularmente no cinema de ficção, um mesmo trecho de filme pode ser encenado e registrado repetidas vezes, para que seja possível selecionar a melhor tomada, aquela que será, enfim, utilizada na versão que vai às telas. Na filmagem, portanto, cada tomada é uma tentativa de rodar um plano.
O conceito duplo de plano e tomada encontra correspondência em outras línguas: em inglês, shot e take; em francês, plan e prise; em espanhol, plano e toma; em alemão, Einstellung e Take; etc.
Na montagem, cada uma das tomadas rodadas será uma opção para aquele trecho de filme. Mesmo eliminadas as tentativas "erradas" (porque o ator errou o texto ou gaguejou, porque o diretor de fotografia perdeu o foco, porque o movimento de câmara foi impreciso, porque o som não ficou tecnicamente claro, etc.), muitas vezes permanecem várias tomadas de um mesmo plano para serem analisadas pelo montador e pelo diretor. Tomadas de um mesmo plano podem ser diferentes umas das outras em função do enquadramento, do movimento, da luz, de nuances na interpretação dos atores, etc. Boa parte do processo de montagem consiste em escolher a melhor tomada de cada plano, ou a melhor opção dentre as existentes para cada plano do filme.
No filme pronto, não existe mais diferença entre plano e tomada, daí a confusão entre os dois conceitos.